# Клуб Євгена Дерев'яги
Клуб бомбардирів імені Євгена Дерев'яги — символічна група українських футболістів, які забили щонайменше 100 голів за час своєї кар'єри у зоні УРСР другої ліги чемпіонату СРСР (з 1971 року). Євген Дерев'яга був першим з футболістів українських клубів, хто досягнув цієї мети. Ініціатором створення клубу був гірничий майстер і історик українського футболу Василь Гнатюк.

## Історія створення
Євген Дерев'яга забив свій сотий гол у другій лізі чемпіонату СРСР 26 вересня 1979 року. Другим членом клубу в тому ж році став Валентин Дзіоба, який на відміну від миколаївця в цих змаганнях забивав м'ячі у складах трьох команд — м. Жданова, СК «Чернігів» і «Кривбасу». Через декілька років статистики започаткували Клуб бомбардирів Євгена Дерев'яги. У 1982 році позначки у 100 забитих голів досягнули Сергій Шмундяк («Буковина», львівський СКА) і Віталій Дмитренко («Кривбас», полтавський «Колос»).
Після закінчення останнього друголігового чемпіонату СРСР клуб Євгена Дерев'яги налічував 19 гравців. Серед них ще один нападник «Суднобудівника» Юрій Смагін, який забив 100-й м'яч 28 серпня 1987 у ворота запорізького «Торпедо», і вихованець миколаївського футболу Паша Касанов, котрий розкрив талант бомбардира у Вінниці.

## Назва клубу
Євген Дерев'яга — славетний бомбардир миколаївського «Суднобудівника», майже всі свої голи забив, виступаючи саме за цей клуб. Дерев'яга був першим серед українських футболістів, який забив 100 м'ячів у другій лізі чемпіонату СРСР. Сотий м'яч був забитий 26 вересня 1979 року в матчі другої ліги чемпіонату СРСР між миколаївським «Суднобудівельником» і київським СКА.

## Члени клубу

### Історичні показники
| #  | Футболіст            | Голи | Матчі | Коеф. рез-ті |
| -- | -------------------- | ---- | ----- | ------------ |
| 1  | Володимир Шишков     | 188  | 485   | 0,39         |
| 2  | Ігор Яворський       | 178  | 374   | 0,48         |
| 3  | Сергій Шевченко      | 171  | 424   | 0,4          |
| 4  | Василь Мартиненко    | 149  | 424   | 0,35         |
| 5  | Віктор Насташевський | 143  | 319   | 0,45         |
| 6  | Степан Павлов        | 139  | 361   | 0,39         |
| 7  | Паша Касанов         | 138  | 542   | 0,25         |
| 8  | Віктор Олійник       | 137  | 313   | 0,44         |
| 9  | Сергій Шмундяк       | 132  | 417   | 0,32         |
| 10 | Олександр Новиков    | 130  | 336   | 0,39         |
| 11 | Віталій Дмитренко    | 126  | 448   | 0,28         |
| 12 | Юрій Смагін          | 120  | 436   | 0,28         |
| 13 | Валентин Дзіоба      | 116  | 402   | 0,29         |
| 14 | Геннадій Горшков     | 115  | 451   | 0,25         |
| 15 | Володимир Чирков     | 109  | 301   | 0,36         |
| 16 | Едуард Валенко       | 106  | 243   | 0,44         |
| 17 | Володимир Науменко   | 104  | 203   | 0,51         |
| 18 | Євген Дерев'яга      | 102  | 326   | 0,31         |
| 19 | Іван Шарій           | 102  | 241   | 0,42         |

### Фактичні показники
| #  | Футболіст            | Голи | Матчі |
| -- | -------------------- | ---- | ----- |
| 1  | Володимир Шишков     | 188  | 485   |
| 2  | Ігор Яворський       | 180  | 374   |
| 3  | Сергій Шевченко      | 171  | 424   |
| 4  | Василь Мартиненко    | 149  | 424   |
| 5  | Віктор Насташевський | 142  | 183+  |
| 6  | Паша Касанов         | 140  | 542   |
| 7  | Степан Павлов        | 139  | 361   |
| 8  | Віктор Олійник       | 133  | 295   |
| 9  | Сергій Шмундяк       | 130  | 403+  |
| 10 | Олександр Новиков    | 130  | 336   |
| 11 | Віталій Дмитренко    | 126  | 448   |
| 12 | Юрій Смагін          | 121  | 355+  |
| 13 | Геннадій Горшков     | 115  | 451   |
| 14 | Володимир Науменко   | 112  | 229   |
| 15 | Валентин Дзіоба      | 111  | 326+  |
| 16 | Володимир Чирков     | 107  | 301   |
| 17 | Едуард Валенко       | 106  | 243   |
| 18 | Євген Дерев'яга      | 103  | 194+  |
| 19 | Іван Шарій           | 101  | 226   |

- Ігри та голи в першій та вищій лізі тут не враховуються, так само як матчі в перехідних турнірах.
- Курсором виділені гравці, статистика яких розходиться.
- Статистика в цій таблиці наведена за даними сайту FootballFacts.ru [Архівовано 13 листопада 2018 у Wayback Machine.].

## Цікаві факти
- Гравець чернівецької «Буковини» та івано-франківського «Спартака»: Володимир Воронюк і гравець вінницької «Ниви»: Володимир Дзюба забили 127 та 103 м'ячі (відповідно) в турнірах другої ліги і серед команд класу «Б»[2], а Валентин Дзіоба враховуючи цей же критерій має у своєму активі понад 130 забитих голів.

- Понад сто м'ячів за українські команди, які виступали в різних лігах чемпіонату СРСР, забивали: Олег Блохін, Олег Протасов, Михайло Соколовський, Віталій Старухін, Юрій Горячев, Олександр Малишенко, Іван Шарій, Юрій Бондаренко, Микола Самойленко, Степан Юрчишин, Борис Шуршин, Равіль Шаріпов, Георгій Колядюк, Янош Габовда, Микола Пристай, Павло Богодєлов, Іван Гамалій і Іван Іванченко[3].